# Cadmiumfluorid
Cadmiumfluorid ist eine chemische Verbindung aus der Gruppe der Fluoride.

## Gewinnung und Darstellung
Cadmiumfluorid kann durch Reaktion von Cadmiumcarbonat mit Flusssäure gewonnen werden.
{\displaystyle \mathrm {CdCO_{3}+2\ HF\rightarrow CdF_{2}+CO_{2}+H_{2}O} }

## Eigenschaften
Cadmiumfluorid besitzt eine kubische Kristallstruktur des Fluorit-Typs. Dünnschichten von Cadmiumfluorid zeigen Photolumineszenz. Bei Temperaturen über 1000 °C beginnt sich die Verbindung zu zersetzen.

## Verwendung
Cadmiumfluorid wird als Isolator in der Hochfrequenzhalbleitertechnik verwendet und kommt auch in Fluorit-Gläsern vor.

## Sicherheitshinweise
Cadmiumfluorid ist hochgiftig und wie viele Cadmiumverbindungen als krebserzeugend und keimzellmutagen eingestuft. Hauptaufnahmewege sind der Atem- und Verdauungstrakt, möglich ist auch die Resorption über die Haut.